# Schlackeberg Eitorf

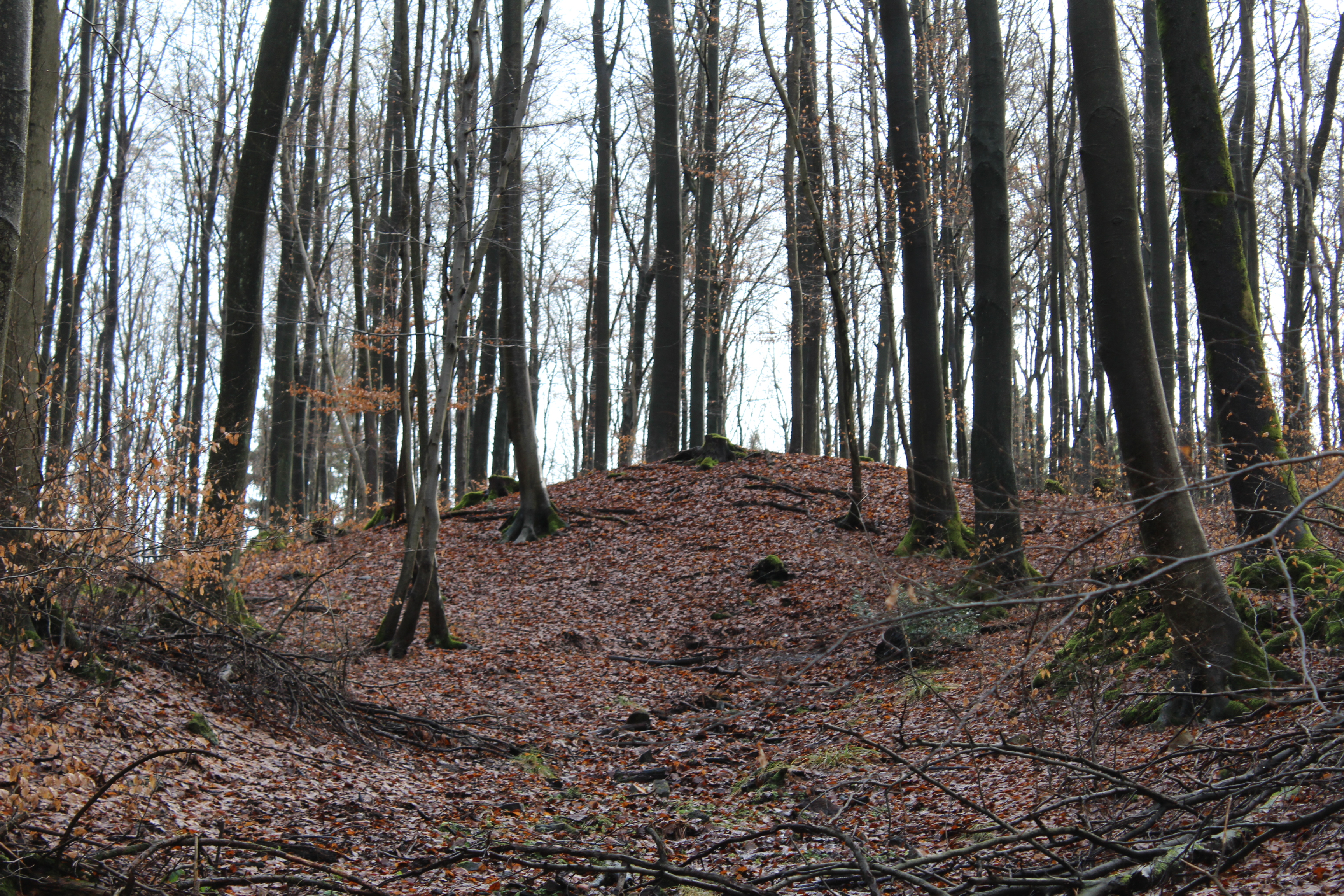
Die Bodenerhebung ist eine Schlackehalde

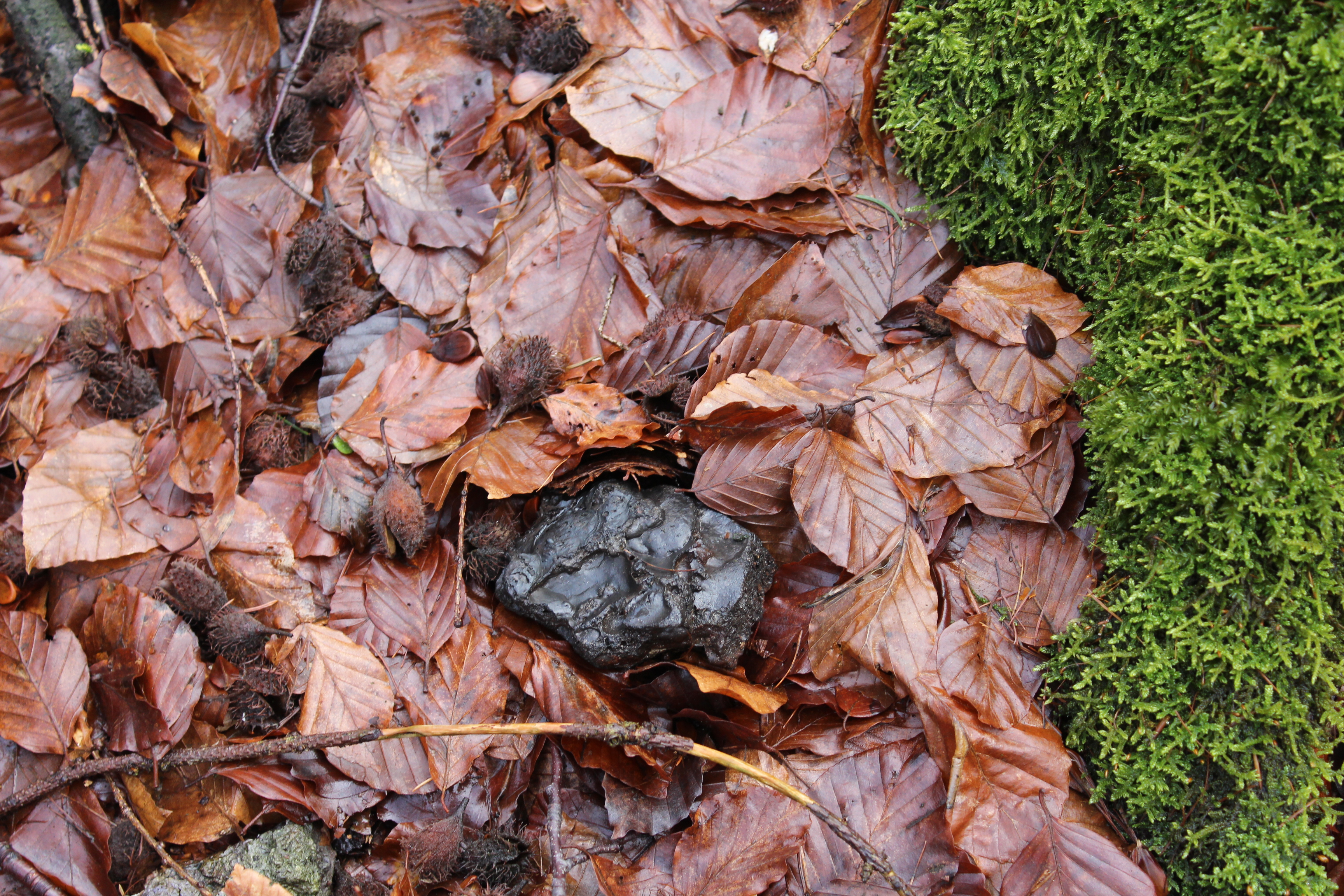
Der schwarze Stein weist eindeutige Fließstrukturen auf

Als Schlackeberg werden zwei Bodenerhebungen im Quellgebiet des Mühlenbach mitten im Wald südöstlich von Eitorf  (Rhein-Sieg-Kreis, Nordrhein-Westfalen) bezeichnet. Schwarze Steine, die Fließstrukturen aufweisen, identifizieren sie als solche. Sie gehören zu einem mittelalterlichen Verhüttungsplatz, an dem auch noch Reste von Meilerplätzen zu finden sind. Dort wurden Eisenerze in Rennöfen geschmolzen. Gleichzeitig gab es hier eine Siedlung, in der die Bergarbeiter lebten. Seit 2017 sind die Parzellen 11, 17 und 22 in der Flur 16 mit der Bezeichnung Metallverhüttung, Meilerplatz (Nr. B12) als Bodendenkmal geschützt.

## Die Entdeckung
Im Jahr 1978 fielen dem Heimatforscher Hermann Ersfeld die seltsamen Erhebungen im Wald erstmals auf. Der Hobby-Archäologe aus Eitorf war im Auftrag des Amtes für Bodendenkmalpflege beim Landschaftsverband Rheinland (LVR) in Bonn auf die Suche nach kulturhistorischen Funden. Er fand auf den beiden Erhebungen schwere schwarze Steine, die Fließstrukturen aufwiesen - und identifizierte den Berg als Schlackenhalde eines mittelalterlichen Verhüttungsplatzes. Solche finden sich in der Nähe von Eisenerzlagerstätten in nordwestliche Hanglagen, wo der Wind für die beim Schmelzprozess notwendige Sauerstoffzufuhr sorgte. Der Heimatforscher meldete den Fund dem Leiter der Außenstelle Overath des LVR-Amtes, der ihn überprüfte und in eine Karte eintrug.

### Eintragung in die Denkmalliste
Knapp 40 Jahre später wurden die Bodenerhebungen als Bodendenkmal eingetragen. Dies geschah auf Initiative von Wolfgang Wegener, einem Archäologen beim Landschaftsverband, der für die Ausweisung historischer Funde als Bodendenkmal zuständig ist. Die Fortschreibung der Denkmallisten ist im Denkmalschutzgesetz vorgeschrieben. Es war Zufall, dass der Archäologe die alten Fundstellen nochmals anschaute. Im Herbst 2016 machte er sich auf, um den Platz im Eitorfer Wald zu dokumentieren. Denn nicht jeder Ort, an dem sich die Zeitzeugen alter Bergbautätigkeit finden, wird unter Schutz gestellt, weil es Hunderte dieser Stellen in den Waldgebieten von Eitorf, Windeck, Reichshof-Eckenhagen und an der westfälischen Landesgrenze gibt, an denen im Mittelalter Eisenerz gewonnen wurde. Nur 30 bis 40 von ihnen sind bisher in die Denkmalliste eingetragen worden.

## Lange Bergbautradition
Der Eintrag in die Denkmalliste bewirkt, dass die Plätze bei der Waldbewirtschaftung nicht zerstört werden. Die Eigentümer solcher Waldstücke sind verpflichtet, am Erhalt und Schutz des Bodendenkmals mitzuwirken. Noch in den 1970er Jahren sind die alten Schlackenhalden aus wirtschaftlichen Gründen abgefahren worden, weil sie noch sehr viel Eisen enthielten. Dabei wurden 30 bis 40 Prozent zerstört. Schon im vorchristlichen Jahrhundert wurde in der Region Eisenerz gewonnen. Die überwiegend in den 1970er Jahren gefundenen Reste der Verhüttung stammten aus dem 11. bis 13. Jahrhundert.

### Die Eisengewinnung
Die Eisenerze wurden in Rennöfen geschmolzen. Das waren einfache Trichter-Öfen, in denen Erz und Holz im Verhältnis 1:7 geschichtet, von unten angezündet und in mehreren Stunden geschmolzen wurde. Ihren Namen verdanken sie der „herausrinnenden“ Schlacke. Es wurden etwa 1200 Grad Celsius erreicht, so dass das Eisen nicht vollständig ausschmolz. Aus diesem Grund musste die sogenannte Eisenluppe zur Weiterverarbeitung noch einmal im Schmiedefeuer ausgeschmiedet werden. Vor der Verhüttung stand die Gewinnung von Holzkohle, so dass die Verhüttungsplätze stets mitten im Wald waren und immer auch Holzkohle-Meiler enthielten. Zudem siedelten die Menschen auch dort, wo sie arbeiteten, so dass sich unter Umständen auch davon noch Reste finden lassen.